# Константин Хадзиапостолу
Константин (на гръцки: Κωνσταντίνος) е гръцки духовник, митрополит на Цариградската патриаршия.

## Биография
Роден е в 1850 година на Тенедос със светското име Хадзиапостолу (Χατζηαποστόλου). Племенник е на митрополит Никодим Воденски. От 1876 година учи в Семинарията на Халки, която завършва в 1880 година. Служи като проповедник във Воденската и в Бурсенската епархия. При управлението на патриарх Йоаким III Константинополски става подсекретар на Светия синод. Заема поста до септември 1886 година, когато подава оставка при Йоаким IV Константинополски. Става йеродякон.
На 8 юни 1887 година е избран за титулярен дафнуски епископ при Мелнишката митрополия със седалище във Валовища. На 12 юни е ръкоположен за презвитер от митрополит Гервасий Халдийски. На следния 13 юни в патриаршеската катедрала „Свети Георги“ в Цариград е ръкоположен за дафнуски епископ. Ръкополагането е извършено от митрополит Герман Родоски в съслужение с митрополитите Гавриил Самоски и Гервасий Халдийски. Като дафнуски епископ става популярен като проповедник и в града и по селата, които той посещава често. Епископ Константин от 28 август 1891 до 11 януари 1892 година е наместник на Мелнишка епархия след смъртта на митрополит Прокопий. На 11 януари 1892 година е избран за литицки митрополит в Ортакьой.
На 30 април 1894 година е избран за наследник на Александър като мелнишки митрополит. В 1895 година при превземането на Мелник по време на Четническата акция на Македонския комитет е принуден да бяга от града, облечен в кадънски дрехи.
На поста остава до 23 март 1899 година, когато е уволнен поради конфликт с местната гръцка община. Оттегля се в Иверския манастир на Света гора.
На 22 август 1906 година е избран за митрополит на Ганоската и Хорска епархия. На 10 или 12 май 1909 година става последен анхиалски митрополит. Така и не успява да заеме катедрата си в Анхиало, България, и живее в Цариград до смъртта си на 27 юни / 10 юли 1923 година.